# Otto Parschau
Otto Parschau est un as allemand de la Première Guerre mondiale né le 11 novembre 1890 à Kluznitz (en) et tué au combat le 21 juillet 1916 au-dessus de Grévillers.
Avec huit victoires aériennes homologuées, Parschau fait partie de la première génération d'as de l'aviation allemands. Il est également l'un des premiers pilotes à tester les avions du type Fokker Eindecker, modèle pionnier de l'aviation de chasse dont l'élaboration s'appuie en partie sur son expérience au combat depuis 1914. Il forme d'ailleurs la première vague de pilotes sur ce type d'appareils, qui comprend un grand nombre de futurs as, comme Oswald Boelcke, Max Immelmann. Les victoires de cette première vague aux commandes d'avions Fokker caractériseront la période connue sous le nom de «Fléau Fokker» par les Alliés.

## Biographie

### Origines et jeunesse
Otto Parschau naît le 11 novembre 1890 à Kluznitz en Prusse-Orientale (aujourd'hui Klucznik (en) en Pologne). Il est le fils d'un propriétaire terrien.
À l'âge de 20 ans, il s'engage dans le 151e régiment d'infanterie comme Fähnrich. Après un an dans son régiment, il est promu Leutnant, mais n'aspire pas à rester dans l'infanterie. Parschau regarde avec intérêt la création d'un nouveau service aérien de l'armée impériale allemande en 1910 et souhaite intégrer cette nouvelle branche.
Il commence donc à sa former au pilotage à Darmstadt à partir de février 1913 puis Johannisthal et Hanovre pour des cours supplémentaire. Il obtient son brevet de pilote (no 455) le 4 juillet 1913,. Il n'intègre cependant pas immédiatement le service aérien de l'armée, mais remporte plusieurs prix pour ses capacités de pilotage, surtout sur des vols longue distance : le prix d'honneur du prince Sigismond de Prusse et la compétition de vol d'Ostmark en 1914.

### Début de la Première Guerre mondiale
Au début de la Première Guerre mondiale ou peu avant, Parschau demande son transfert dans le service aérien de l'armée allemande et est immédiatement accepté. Parschau et reçoit comme avion personnel un Fokker M.5 (en) (A.III sous sa désignation militaire), précédemment utilisé par un autre pilote. Cet appareil est peint dans une livrée verte distinctive pour rappeler l'appartenance de son ancien propriétaire au régiment de Jäger de Marbourg : Otto Parschau conserve cette livrée et surnomme son avion la « machine verte ». Parschau, en raison de ses qualités de pilote, change régulièrement d'unité en fonction des besoins du front. Il passe par plusieurs Feldflieger Abteilungen ainsi que par la Brieftauben-Abteilung Ostende (littéralement « Section de pigeons voyageurs d'Ostende »), une appellation dissimulée pour un groupe de plusieurs escadrilles directement aux ordres du Oberste Heeresleitung.

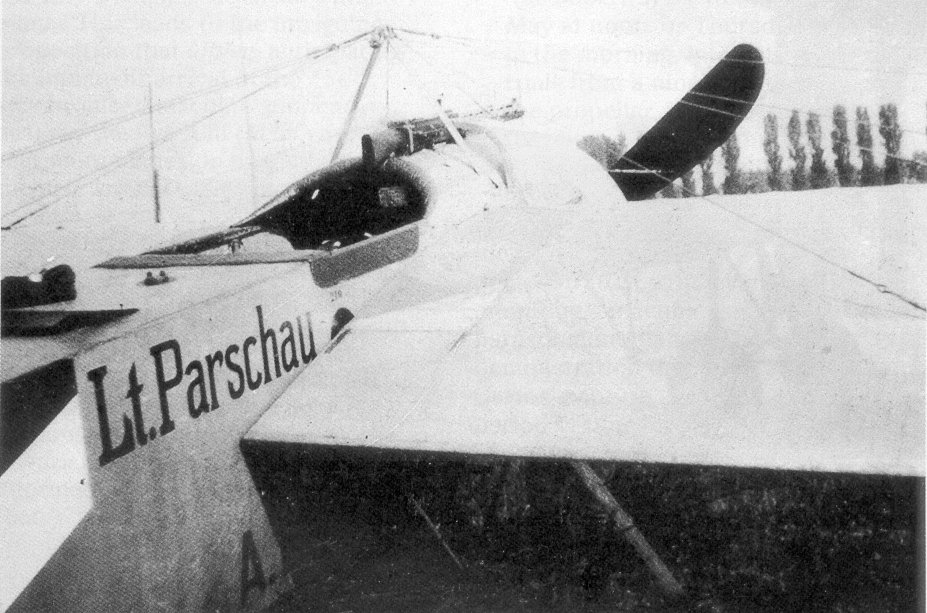
La machine verte d'Otto Parschau (le Fokker A.III A.16/15) équipée d'un synchroniseur. Cet appareil sert de prototype au Fokker Eindecker.

Il pilote sur le front de Champagne en octobre et novembre 1914 avant d'être déplacé dans les Flandres, en Alsace-Lorraine puis en Prusse-Occidentale et en Galicie, sur le front de l'Est. En raison de ses actions en tant que pilote de reconnaissance, Otto Parschau est décoré de la croix de fer de 2e classe au début de l'année 1915. Cependant, à ce moment, Parschau sent que sa « machine verte » est obsolète et échange à ce sujet avec le concepteur aéronautique Anthony Fokker, qui travaille au même moment sur les premiers modèles de Fokker Eindecker, le premier avion de chasse dotée d'une mitrailleuse synchronisée avec l'hélice.
Parschau effectue des essais aux commandes du prototype de Fokker le 30 mai 1915 puis le système de synchronisation est installé sur sa « machine verte ». Peu après, il reçoit personnellement le prototype pour commencer à former des pilotes dessus. Pour cela, il est affecté au FFA 62 à Douai, dans le nord de la France.

### Carrière d'as

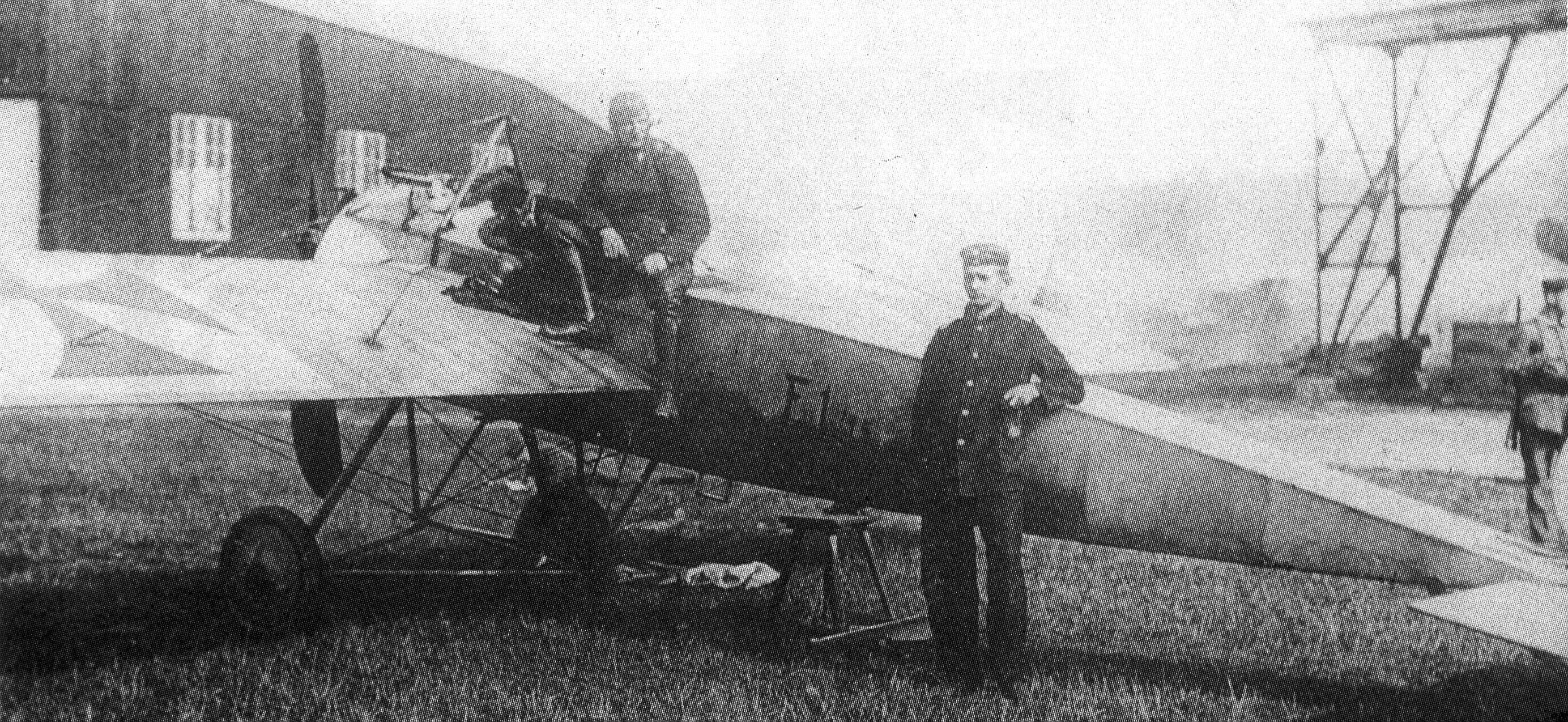
Otto Parschau (assis près du poste de pilotage) et son Fokker Eindecker E.1/15 destiné aux essais en situation de combat de la ligne d'avions Eindecker. Ce modèle servira ensuite de prototype pour la production en série de l'appareil.

Au cours de cette période de formation, Otto Parschau participe à trois combats aériens lors desquels la mitrailleuse Parabellum MG 14 (en) s'enraye après seulement quelques tirs, contrairement aux Maschinengewehr 08 qui équipent les appareils de ses élèves de Douai. Il se plaint donc à ce sujet auprès d'Anthony Fokker. Parmi les élèves de Parschau figurent plusieurs futurs as allemands, dont Oswald Boelcke et Max Immelmann.
Parschau reste quelques mois à ce poste de formateur, avant d'être affecté une nouvelle fois à la Brieftauben-Abteilung Ostende (ou BAO), qui sera intégré à la fin de l'année 1915 à la Kampfgeschwader der Obersten Heeresleitung (de) (escadre de combat du commandement suprême de l'armée de terre). C'est au sein de la BAO qu'Otto Parschau remporte sa première victoire aérienne confirmée de la guerre, le 11 octobre 1915 : il abat un Farman au-dessus de la Champagne. Le 20 décembre 1915, il remporte une deuxième victoire en abattant le Royal Aircraft Factory B.E.2c no 2074 du No. 12 Squadron RFC au-dessus d'Oostkamp. Le lendemain de cette victoire aérienne, la BAO est intégrée à la Kampfgeschwader der Obersten Heeresleitung 1 (ou Kagohl 1).

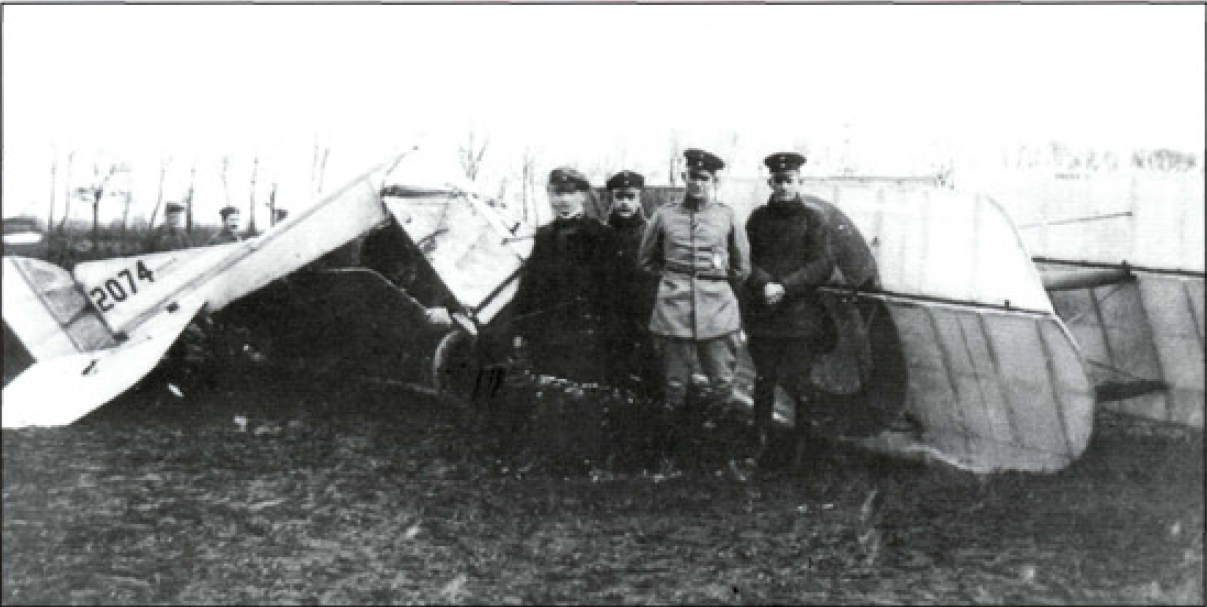
Otto Parschau (tout à droite) à côté du BE.2c No 2074 qui constitue sa 2e victoire aérienne. Les deux membres d'équipages sont tués dans le crash. Après l'affrontement, les Allemands larguent une lettre au-dessus de l'aérodrome d'origine des deux Britanniques, pour expliquer les circonstances de leurs décès.

Le 12 mars 1915, Otto Parschau remporte sa troisième victoire aérienne confirmée, toujours aux commandes d'un Fokker Eindecker, en abattant un avion français dans le secteur de Verdun. Une quatrième victoire suit le 21 du même mois. Pour la fin du mois de mai 1916, Parschau (crédité de 4 victoires homologuées) est dépassé par les pilotes qu'il a formés : Boelcke en a remporté 18, Immelmann 15, Ernst von Althaus 6, Rudolf Berthold, Wilhelm Frankl et Kurt Wintgens 5 chacun, formant la première génération d'as de la Première Guerre mondiale. À la même période, il prend le commandement de son unité, la Kagohl 1. Parschau franchit finalement le seuil des 5 victoires (ce qui fait de lui un as) en abattant un appareil Voisin au-dessus de Péronne le 29 juin 1916. Le 2 juillet, il abat un biplace, puis un ballon d'observation le lendemain. Cette septième victoire lui vaut de recevoir la croix de chevalier de l'Ordre de Hohenzollern.
Le 9 juillet, Otto Parschau est transféré au sein du Flieger Abteilung 32 (FFA 32), dans une unité de chasse composée d'autres pilotes de Fokker Eindecker : l'Abwehrkommando Nord, chargé de soutenir la 2e armée allemande engagée dans la bataille de la Somme. Parschau remporte sa huitième victoire quelques heures seulement après son arrivée en abattant un nouveau ballon français. Il atteint donc le seuil pour recevoir la croix Pour le Mérite, la plus haute décoration de l'Empire allemand, qui lui est officiellement décernée le 10 juillet. Quatre jours plus tard, l'Abwehrkommando Nord est séparé du FFA 32 dans le cadre d'une réorganisation globale des forces impliquées dans la bataille de la Somme, et Parschau reçoit le commandement de la petite escadrille.

### Mort

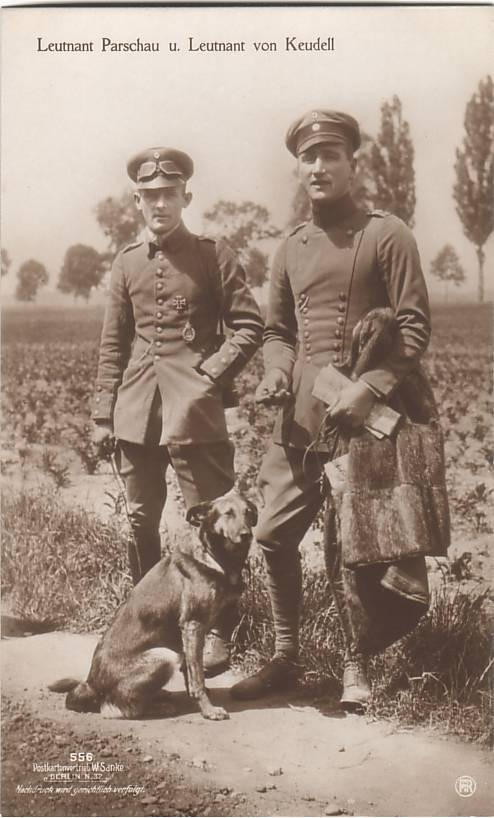
Carte postale Sanke à l'effigie de Otto Parschau (à gauche) et (qui sera crédité de 12 victoires aériennes avant sa mort le 15 février 1917).

Cependant, Otto Parschau est tué au combat peu de temps après, le 21 juillet 1916, dans des circonstances troubles. Au-dessus de Grévillers, Parschau est touché de plusieurs balles, dont l'une à la tête et une autre à la poitrine. Malgré ses blessures graves, il réussit à faire atterrir son avion derrière les lignes allemandes et est amené à un hôpital de campagne, où il meurt dans la soirée, à 25 ans.
L'heure de son dernier combat est inconnu, de même que le type d'avions qu'il pilotait, ce qui complique l'identification du pilote qui l'a tué. Selon Greg VanWyngarden, Parschau pilotait probablement lors de sa mort un Halberstadt D.II, un modèle nouvellement déployé au front et donc difficilement identifiable par les pilotes alliés pour remplir leurs réclamations de victoire. Toujours selon VanWyngarden, Otto Parschau a pu être abattu par un Airco DH.2 du No. 24 Squadron RFC (en) piloté par le capitaine John Oliver Andrews (en) ou par Charles Nungesser.
Otto Parschau est inhumé au cimetière militaire allemand de Saint-Quentin, en même temps que Werner Schramm, l'un de ses camarades d'escadrille, tué lui aussi le 21 juillet 1916.